# Nō-hime
Nō-hime (濃姫) (1535 – 1556 ou 1612), était une femme de l'époque du pays en guerre (戦国時代, Sengoku Jidai) jusqu'au début de l'époque d'Edo. C'était la fille de Saitō Dōsan et l'épouse légitime d'Oda Nobunaga, un daimyo important de l'histoire du Japon. Elle était réputée pour sa beauté et son intelligence.

## Origine de son nom
Le nom de « Nō-hime », utilisé pour parler d'elle après son mariage, fut cité en premier dans le « Mino no Kuni Sho-Kyūki » (美濃国諸旧記), dans le sens où elle était une femme noble de la province de Mino, mais son vrai nom était « Kichō » (帰蝶).

## Biographie
Son père était le daïmio de la province de Mino, Saitō Dōsan, tandis que sa mère était connue sous le nom d'Omi no Kata (小見の方), une des filles d'Akechi Mitsutsugu. Elle avait également un frère nommé Saitō Toshiharu et serait une cousine d'Akechi Mitsuhide, mais comme la première partie de sa vie n'est que peu connue, il n'est pas possible de vérifier. Par ailleurs, Nō-hime, elle-même, n'apparaît également que très peu dans les textes historiques.
Le 23 mars 1549 (18e année de l'ère Tenbun), elle se marie à Oda Nobunaga, de la province d'Owari, dans un mariage politique, pendant une trêve entre le père de Nobunaga, Oda Nobuhide, et Saitō Dōsan. Il est d'opinion courante que son mari, Oda Nobunaga, la réprimandait sévèrement et ne vivait pas dans le même foyer qu'elle. Hashiba Hideyoshi (plus tard Toyotomi Hideyoshi ) était médiateur dans les querelles entre Nō-hime et son mari. Parmi les enfants de Nobunaga, nombreux sont ceux dont la vraie mère est inconnue, il est donc impossible d'établir clairement si le couple eut un enfant ensemble. on croit souvent qu'il concentrait son amour sur sa concubine Kitsuno, qui lui a donné son fils Nobutada.
D'une manière générale, on peut dire que la vie de Nō-hime telle qu'on la connaît maintenant est plutôt un mélange de légendes et de folklore.

### Légendes et spéculation
Nō-hime aurait agi en tant qu'espionne, ou même assassin, pour son père. Il y a une histoire populaire où Nobunaga a donné volontairement de fausses informations à Nō-hime. Elles concernaient une conspiration entre deux servants du père de Nō-hime et leurs plans pour trahir le Saitō. Son père a fait exécuter les deux hommes et s'est ainsi affaibli en éliminant ceux qui lui étaient fidèles.
Certaines légendes, cependant, affirment qu'en fait une autre femme ressemblant à Nō-hime se serait mariée à Oda Nobunaga.
En 1556, Saitō Dōsan, père de Nō-hime, a été tué dans un coup d'État dans la province de Mino. Cela dévalorisa Nō-hime en tant qu'épouse. Sa stérilité et son espionnage supposé ont été retenus contre elle.
Après l'incident du Honnō-ji qui a coûté les vies de Nobunaga et de Nobutada, on ne sait pas de manière certaine où Nō-hime est allée. Certains spéculent sur sa mort à Honnō-ji, mais on a pensé que la femme prise pour Nō-hime serait une bonne dont le nom sonnait comme celui de Nō-hime. Néanmoins, après l'incident, les femmes et servantes de Nobunaga furent toutes envoyées au château d'Azuchi, qui était la résidence de Nobunaga. Parmi les femmes, dame Azuchi a été prise par Oda Nobukatsu. Cette dame Azuchi serait fort probablement Nō-hime.

### Nōhime dans la fiction
L'actrice japonaise Miki Nakatani l'a incarnée en 1998 dans le film Oda Nobunaga et elle est apparue en 2004 dans le jeu vidéo Samurai Warriors, où elle avait une relation amour/haine avec Nobunaga. Dans la version américaine de ce jeu, elle est connue en tant que Lady Noh, et a été doublée par Mary Elizabeth McGlynn. Mariko Suzuki lui a prêté sa voix dans la version japonaise du jeu.
Dans Onimusha 3 de chez Capcom sorti en 2004, Nō-hime prouve son amour et sa fidélité absolue à son mari, le démoniaque Genma Lord Nobunaga, en se transformant volontairement en Genma afin d'être avec son bien-aimé. Sous la forme d'une mite-mante démon, elle apparaît en tant que boss protégeant le dernier étage du château d'Azuchi. 
Elle est finalement battue par Jacques Blanc lors d'un duel.
En 2005, Koei sort Kessen III, un jeu de stratégie en temps réel vaguement basé sur la vie de Nobunaga. Nō-hime y a également fait une apparition en tant que personnage jouable sous son nom alternatif : Kichō. Dans cette interprétation d'évènements, Mitsuhide Akechi, l'homme qui mènerait le coup d'État contre Nobunaga à Honnō-ji, était le garde du corps de Kichō quand elle était enfant. Il fut finalement banni pour être tombé amoureux d'elle. Plusieurs années plus tard, il rejoint les forces de Nobunaga et se sert de Kichō comme outil pour usurper le pouvoir de Nobunaga.
Nō-hime est aussi un personnage jouable dans Sengoku Basara. Tandis qu'elle est décrite comme femme douce, elle folâtre également les doubles pistolets en tant qu'arme principale et peut dégainer un pistolet Gatling. Dans Devil Kings, elle est renommée en Lady Butterfly. Son arme est reprise de Dante dans le jeu Devil May Cry.